# Palamon și Arcite (Dryden)
- A nu se confunda cu Palamon și Arcite (1566), piesa lui Richard Edwardes

Palamon și Arcite (în original, Palamon and Arcite) este un poem, parte a lucrării Fabule, antice și moderne (Fables, Ancient and Modern) scris de John Dryden și publicat în 1700.  Partea Palamon și Arcite este o traducere a părții cunoscute ca Povestea cavalerului (The Knight's Tale) din cunoscutul volum al anilor târzii 1300 (1387 - 1400), The Canterbury Tales - Poveștile din Canterbury de Geoffrey Chaucer. 
Deși povestea este, de fapt, identică, Dryden a extins textul original cu multiple ornamente poetice. Sursa poveștii lui Chaucer a fost Teseida a lui Boccaccio. Traducerile le includ pe cele făcute de Percival Ashley Chubb (1899) și ale lui Walter William Skeat (1904).

## Personaje
Cele patru personaje principale rămân aceleași ca și în povestea lui Chaucer. Palamon, posibil văr al lui Arcite, este cel puțin „frate de arme” cu acesta, potrivit lui Dryden. Arcite este un cavaler al sângelui regal, deși acest lucru nu este pe deplin explicat în text. Emily (Emelye sau Emilye) este prințesa și fiica vitregă sau eventual nepoata regelui. Iar regele Tezeu este Ducele Atenei.

## Acțiune
Povestea este a celor doi cavaleri, Palamon și Arcite, întemnițați de Tezeu, după ce au fost găsiți inconștienți pe câmpul de luptă, după o bătălie pierdută contra armatei lui Tezeu. Cei doi sunt ținuți într-o temniță din care pot vedea într-o curte sau într-o grădină. Într-o zi, Palamon, privind prin gratiile celulei sale, o vede pe Emily. Îndrăgostindu-se instantaneu, Palamon strigă, făcându-l pe Arcite să-și întrebe prietenul ce este în neregulă. Palamon își declară noua lui dragoste, pentru Emily și, în timp ce Arcite îl ascultă povestind, o vede și el pe Emily. Revenind la dicuția cu Palamon, Arcite susține că, pentru că a recunoscut-o prima dată ca muritoare și nu ca o zeiță, Arcite are dreptul să o curteze, la rândul său, pe Emily.
Mai târziu, unul dintre prietenii locali al lui Arcite îl roagă pe Tezeu să-și elibereze prizonierul; Tezeu este de acord, dar îl alungă din oraș pe Arcite. Cavalerul îndrăgostit se întoarce, deghizat în unul dintre slujitorii lui Tezeu. Povestea se desfășoară pe măsură ce fiecare cavaler înfruntă provocări diferite pentru a-și demonstra (fiecare în felul său) dragostea pentru Emily.
Între timp, Palamon scapă din turn și se preface a fi unul dintre servitorii lui Emily. Arcite îl găsește într-o zi pe Palamon și organizează o luptă pentru a vedea cine o va câștiga pe Emily.
La luptă, Arcite câștigă, dar calul său este lovit de o săgeată și astfel se răstoarnă, murind, zdrobindu-l pe Arcite. Pe patul de moarte, Arcite își cere scuze lui Palamon întrucât cândva fuseseră la fel de apropiați ca frații, iar acum erau rivali în dragoste. Arcite îi spune lui Palamon să se căsătorească cu Emily, iar apoi moare.